# Milada Sádková
Milada Sádková (roz. Milada Cettlová; 26. září 1928, Praha – 6. června 2015, tamtéž) byla česká filmová střihačka nezřídka spojená s audiovizuální tvorbou Jana Švankmajera a Rudolfa Krejčíka.

## Život a dílo
Narodila se 26. září roku 1928 do rodiny novináře a dokumentaristy Miloše Cettla. Měla sestru Martu Cettlovou-Vlčkovou, která byla provdána za kameramana Františka Vlčka (1927–1985). Také byla spojená s filmovým průmyslem, neboť pracovala v Ústřední půjčovně filmů.
Jejím manželem byl herec, scenárista, režisér a politický vězeň František Sádek (1913–1998). Měli spolu syna Pavla Sádka (narozen 1961), českého mistra zvuku. Jejich vnukem je režisér Jiří Sádek (narozen 1989).
V českém filmovém průmyslu působí Milada Cettlová od roku 1949. Její začátky jsou spojeny s Favoritfilmem, kde ještě během okupace působila na pozici laborantky.
K střihačskému povolání se více dostala pod vlivem Jiřiny Lukešové (1919–2010), u níž po válce působila jako asistentka. Následně se vypracovala na pozici hlavní střihačky ve společnostech Studio populárně vědeckých a naučných filmů Praha a Krátký film, jenže byla na čas v období 1949–1950 přeřazena na pozici kulturní referentky v Tesle Karlín.
Často spolupracovala na krátkých a středometrážních snímcích. Výjimku netvořila ani televizní audiovizuální díla - např. seriály My z konce světa (1975; r. Ludvík Ráža) a My holky z městečka (1986; r. Vlasta Janečková). Blízký jí byl i dokumentární film.
Svou střihačskou kariéru pravděpodobně ukončila v roce 1992 prací na středometrážním snímku 7 dní... (1992; r. Rudolf Krejčík).

## Filmografie

### Střih (výběr)
- Jedna traktoristka (1949; r. Kiril Ilinčev)
- Hlas země (1949; r. Bohumil Vošahlík)
- Boj proti mandelince (1951; r. Václav Hapl)
- Tábor (1953; r. Oldřich Mirad)
- Malý sen (1955; r. Vladimír Svitáček)
- Události dne (1956; r. Robert Vyhlídka)
- Číslo 93 se nevrátí (1958; r. Hanuš Burger)

- Všední dny velké říše (1963; r. Rudolf Krejčík)
- Poslední trik pana Schwarzewaldea a pana Edgara (1964; r. Jan Švankmajer)
- J.S. Bach – Fantasia G–moll (1965; r. Jan Švankmajer)
- Stopa vede k A–54 (1967; r. Rudolf Krejčík)
- Historia Naturae (1967; r. Jan Švankmajer)
- Indiánské léto (1968; r. Rudolf Krejčík)
- Zahrada (1968; r. Jan Švankmajer)
- Don Šajn (1970; r. Jan Švankmajer)
- Kostnice (1970; r. Jan Švankmajer)
- Princ a chuďas (1971; r. Ludvík Ráža)
- Československá spartakiáda 1975 (1975; r. Rudolf Krejčík)
- To byla svatba, strýčku (1976; r. Zdeněk Podskalský)
- Československá spartakiáda 1980 (1980; r. Rudolf Krejčík)
- Sardinky aneb Život jedné rodinky (1986; r. Ivo Paukert)
- 7 dní… (1992; r. Rudolf Krejčík)[2]